# Lars-Luis Linek
Lars-Luis Linek (* 13. November 1955 in Hamburg) ist ein deutscher  Blues-Musiker, der sich als Komponist und Interpret besonders der Mundharmonika widmet.

## Leben und Wirken
Linek spielt seit seiner Kindheit Mundharmonika und gehört heute „zu den Urgesteinen der Hamburger Musikszene.“
Er komponiert, ist als Solo- und Studiomusiker tätig und arbeitete als Komponist oder Musiker unter anderem mit Al Bano, Howard Carpendale, Roger Cicero, Herb Geller, Stefan Gwildis, James Last, Al di Meola, Tom Shaka, Abi Wallenstein, Roger Whittaker und den Zillertaler Schürzenjägern zusammen.

## Werke
- Lars-Luis Linek - Anything Can Happen (Jazz & Blues Harmonica, 1998, Membran)
- Harpsichord and Baroque Flute Recorder: Cembalo und Barockflöte. Hamburg: Selected Sound 2000, EAN 4011540052790
- Caribbean: A Trip to Musical Caribbean. Diepholz: Deutsche Austrophon 2002, EAN 4002587778125
- Lars & Dixie: Nütz Jo Nix (2003, Membran), Blues op Platt
- Lars & Dixie: Frünnen (2005, Membran), Blues op Platt
- Snutenhobel (2007, Membran), "Snutenhobel" Lars-Luis Linek: Blues op Platt
- Binnenland un Waterkant (2007, Membran), "Snutenhobel" Lars-Luis Linek: Blues op Platt
- La Paloma Passe (2009, Membran), "Snutenhobel" Lars-Luis Linek: Blues op Platt
- Blues in Hamborg Op Platt  (2010, Membran), "Snutenhobel" Lars-Luis Linek: Blues op Platt
- Nordharmonika. Schwerin: Tennemann Verlag 2010, EAN 4033214009329
- Hör mol'n beten to - Blues un mehr op platt (2010, Membran), "Snutenhobel" Lars-Luis Linek: Blues op Platt
- Vulle Fohrt Vöruut (2011, Membran), "Snutenhobel" Lars-Luis Linek: Blues op Platt
- Lars und Timpe  -  Schiet op La Paloma (2012, Membran)
- Moin, Moin - Blues Op Platt (2013, Ganser & Hanke), "Snutenhobel" Lars-Luis Linek
- Frohe Wiehnacht - Blues Op Platt (2013, Ganser & Hanke), "Snutenhobel" Lars-Luis Linek
- Reisetöörn dör Meckelborg - Vörpommern (2014, Tennemann Verlag), "Snutenhobel" Lars-Luis Linek